# Liste der Monuments historiques in Châtillon-sur-Saône
Die Liste der Monuments historiques in Châtillon-sur-Saône führt die Monuments historiques in der französischen Gemeinde Châtillon-sur-Saône auf.

## Liste der Immobilien
| Bezeichnung             | Beschreibung                                | Standort                   | Kennzeichnung | Schutzstatus | Datum | Bild           |
| ----------------------- | ------------------------------------------- | -------------------------- | ------------- | ------------ | ----- | -------------- |
| Wegekreuz               | Stein, 17. Jahrhundert                      | Grande Rue (Lage)          | PA00107112    | Classé       | 1909  | weitere Bilder |
| Hôtel de Sandrecourt    | bezeichnet 1543                             | 2 rue de la Tour (Lage)    | PA00107115    | Classé       | 1984  | weitere Bilder |
| Hôtel de Lignéville     | bezeichnet 1554                             | 3 rue du Presbytère (Lage) | PA00107114    | Classé       | 1984  | weitere Bilder |
| Wohn- und Geschäftshaus | vom Ende des 15. Jahrhunderts               | 8 rue de l’Assaut (Lage)   | PA00107116    | Inscrit      | 1984  |                |
| Hôtel du Faune          | aus der zweiten Hälfte des 16. Jahrhunderts | 5 rue de l’Assaut (Lage)   | PA00107117    | Classé       | 1984  | weitere Bilder |
| Ortsbefestigung         | Rundturm, 13. und 16. Jahrhundert           | 12 rue de l’Assaut (Lage)  | PA00107120    | Classé       | 1984  | weitere Bilder |
| Hôtel du Gouverneur     | aus der zweiten Hälfte des 16. Jahrhunderts | 3 rue de l’Assaut (Lage)   | PA00107113    | Inscrit      | 1984  | weitere Bilder |
| Hospital                | aus der ersten Hälfte des 16. Jahrhunderts  | 24 rue de l’Église (Lage)  | PA00107118    | Classé       | 1984  | weitere Bilder |
| Propstei                | aus dem 15. und 16. Jahrhundert             | 6 rue du Presbytère (Lage) | PA00107119    | Inscrit      | 1984  | weitere Bilder |

## Liste der Objekte
| Bezeichnung                                              | Beschreibung                                                                          | Standort                                    | Kennzeichnung | Schutzstatus | Datum | Bild |
| -------------------------------------------------------- | ------------------------------------------------------------------------------------- | ------------------------------------------- | ------------- | ------------ | ----- | ---- |
| Hauptaltar                                               | Altartisch und Retabel; Holz, farbig gefasst und vergoldet, Ende des 18. Jahrhunderts | in der Kirche Nativité de Notre-Dame (Lage) | PM88000134    | Classé       | 1947  |      |
| Altarkreuz                                               | am Hauptaltar; Elfenbein und Holz, Mitte des 18. Jahrhunderts                         | in der Kirche Nativité de Notre-Dame (Lage) | PM88000132    | Classé       | 1947  |      |
| Seitenaltar                                              | Holz, farbig egfast und vergoldet, 17. und 18. Jahrhundert                            | in der Kirche Nativité de Notre-Dame (Lage) | PM88000133    | Classé       | 1947  |      |
| Skulptur Madonna mit Kind                                | Stein, farbig gefasst, Ende des 14. Jahrhunderts                                      | in der Kirche Nativité de Notre-Dame (Lage) | PM88000136    | Classé       | 1982  |      |
| Zwei Gemälde: Rosenkranzmadonna und Heiliger Franz Xaver | Ölfarbe auf Leinwand, maroufliert, vergoldete Holzrahmen, 18. Jahrhundert             | in der Kirche Nativité de Notre-Dame (Lage) | PM88000135    | Classé       | 1967  |      |